# Fornos (Marco de Canaveses)
Fornos é uma localidade portuguesa do Município de Marco de Canaveses que foi sede da extinta Freguesia de Fornos, freguesia que tinha 3,40 km² de área e 3 614 habitantes (2011). e, por isso, uma densidade populacional de 1 062,9 hab/km².
A Freguesia de Fornos foi extinta pela reorganização administrativa de 2013, sendo o seu território integrado na freguesia do Marco.
Fornos está englobada no perímetro da cidade do Marco de Canaveses.

## População
| População da freguesia de Fornos | População da freguesia de Fornos | População da freguesia de Fornos | População da freguesia de Fornos | População da freguesia de Fornos | População da freguesia de Fornos | População da freguesia de Fornos | População da freguesia de Fornos | População da freguesia de Fornos | População da freguesia de Fornos | População da freguesia de Fornos | População da freguesia de Fornos | População da freguesia de Fornos | População da freguesia de Fornos | População da freguesia de Fornos |
| -------------------------------- | -------------------------------- | -------------------------------- | -------------------------------- | -------------------------------- | -------------------------------- | -------------------------------- | -------------------------------- | -------------------------------- | -------------------------------- | -------------------------------- | -------------------------------- | -------------------------------- | -------------------------------- | -------------------------------- |
| 1864                             | 1878                             | 1890                             | 1900                             | 1911                             | 1920                             | 1930                             | 1940                             | 1950                             | 1960                             | 1970                             | 1981                             | 1991                             | 2001                             | 2011                             |
| 673                              | 987                              | 1 032                            | 1 197                            | 1 177                            | 1 333                            | 1 400                            | 1 716                            | 1 773                            | 1 665                            | 1 913                            | 2 578                            | 2 843                            | 3 303                            | 3 614                            |

| Distribuição da População por Grupos Etários | Distribuição da População por Grupos Etários | Distribuição da População por Grupos Etários | Distribuição da População por Grupos Etários | Distribuição da População por Grupos Etários | Distribuição da População por Grupos Etários | Distribuição da População por Grupos Etários | Distribuição da População por Grupos Etários | Distribuição da População por Grupos Etários | Distribuição da População por Grupos Etários |
| -------------------------------------------- | -------------------------------------------- | -------------------------------------------- | -------------------------------------------- | -------------------------------------------- | -------------------------------------------- | -------------------------------------------- | -------------------------------------------- | -------------------------------------------- | -------------------------------------------- |
| Ano                                          | 0-14 Anos                                    | 15-24 Anos                                   | 25-64 Anos                                   | > 65 Anos                                    |                                              | 0-14 Anos                                    | 15-24 Anos                                   | 25-64 Anos                                   | > 65 Anos                                    |
| 2001                                         | 607                                          | 534                                          | 1 755                                        | 407                                          |                                              | 18,4%                                        | 16,2%                                        | 53,1%                                        | 12,3%                                        |
| 2011                                         | 632                                          | 412                                          | 2 112                                        | 458                                          |                                              | 17,5%                                        | 11,4%                                        | 58,4%                                        | 12,7%                                        |

No censo de 1878 tinha anexada a freguesia de São Nicolau. 

## História
A história de Fornos está relacionada com uma "villa" que aparece documentada já em 1066 e teria propriedades demarcadas (com marcos de delimitação, donde advirá o nome de Marco) entre as paróquias de Tuias e São Nicolau. No século XVI é chamada de Santa Marinha de Fornos e andava anexa a São Nicolau de Canaveses. Pertenceu sucessivamente ao couto de Tuias e aos concelhos de Soalhães e Marco de Canaveses.

## Caracterização
Serviços administrativos e económicos e no âmbito comercial quase 56% dos empregados pertencem ao sector terciário. O secundário responsabiliza-se por cerca de 38% do emprego gerado e o sector primário quase desapareceu, embora em 1991 ainda representasse 3% dos activos.
Estando integrada no perímetro da cidade sede do concelho, não é de estranhar que tenha repartições públicas e serviços especializados de apoio, instalados área. Mas para além destes, funcionam também oficinas e outros ofícios apoio às actividades económicas, pelo que não é necessário fazer grandes deslocações para os obter. Essa realidade que naturalmente traz conforto a quem vive em Fornos, é extensiva ao comércio no qual é possível encontrar de tudo, com diversidade e qualidade.
Fornos usufrui de rede de distribuição de água ao domicílio com cobertura a 100% e ainda de uma rede praticamente completa de saneamento básico. Funciona também a recolha regular e selectiva de lixos.
A antiga freguesia é bem servida de vias de comunicação e a situação de relativo afastamento que tinha no passado, foi alterada para melhor nos últimos anos com a proximidade da A4. Tem bons acessos viários e regulares carreiras de transporte. Os acessos por caminho de ferro são igualmente acessíveis e próximos.
Na área do ensino, funcionam dois bons estabelecimentos para o ensino pré-escolar, duas escolas para o ciclo do ensino básico, uma escola E.B. 2-3 e uma escola secundária.
A saúde tem ao serviço da população um Hospital pertencente à Santa Casa da Misericórdia e um Centro de Saúde com várias especialidades e a população pode também recorrer aos serviços médicos particulares. O apoio e a solidariedade social é prestada por um lar da terceira idade.
Os equipamentos disponíveis para a prática desportiva são vários, tendo quatro piscinas (duas para crianças e duas para adultos), um pavilhão gimnodesportivo, um parque de jogos, dois campos de ténis e um campo de tiro. No capítulo da cultura e lazer funciona uma biblioteca pública, uma unidade museológica, várias salas de espectáculos, exposições e conferências, um grupo musical e há imprensa e rádio locais a funcionar. No que diz respeito ao movimento associativo, as referências mais importantes vão para a Associação Desportiva do Marco 2009, para a Associação Humanitária dos Bombeiros Voluntário de Marco de Canaveses e para o Motor Clube do Marco.
Como motivação fundamental para uma visita a Fornos, é obrigatório mencionar não só a bela paisagem que se desfruta sobre o concelho do Marco de Canaveses, com o Marão por cenário de fundo, como também a praia fluvial no rio Ovelha, no lugar da Pontinha. Vem depois o agradável ambiente urbano e moderno que tem na sua nova Igreja Matriz, da autoria de Siza Vieira, uma das obras mais visitadas por nacionais e estrangeiros.
Não obstante esta modernidade procurada, ainda se não perderam por completo os vestígios do meio rural de que Fornos foi uma freguesia herdeira. O próprio nome de Fornos lembra o amassar e cozer tradicional do pão em fornos dos que já D. Mafalda deixou em testamento, alguns deles, à Albergaria de Canaveses.
Mas é principalmente ao nível do património edificado que esse passado ainda se torna presente. O Solar dos Mourões em pleno centro da cidade, também conhecido por Casa da Cancela Velha, foi construído no final do século XVIII e tem uma bela pedra de armas, a Casa do Casal, igualmente brasonada e a Casa de Santo António, antigo solar dos Sanhudos, onde havia uma capela e ainda existe um importante espólio heráldico.
Finalmente a capela que existe no Lar da Terceira Idade em Murteirados, é também brasonada, mas veio para aqui trazida de Penhalonga.
Com este património, a paisagem do Marão, as águas da barragem em seu redor, Fornos e Marco de Canaveses merecem que aqui se detenham os amantes do lazer e do repouso. E tem um futuro assegurado no sector terciário, sempre que souber investir nesta área e ao mesmo tempo respeitar o meio ambiente natural em que se insere e que há-de ser o seu maior e principal capital.

## Património
- Pelourinho de Marco de Canaveses ou Pelourinho de São Nicolau
- Igreja de Santa Maria (Fornos) ou Igreja Paroquial de Fornos